# Caenotropus
Caenotropus is een geslacht van straalvinnige vissen uit de familie van de zilverkopstaanders (Chilodontidae).

## Soorten
- Caenotropus labyrinthicus (Kner, 1858)
- Caenotropus maculosus (Eigenmann, 1912)
- Caenotropus mestomorgmatos Vari, Castro & Raredon, 1995
- Caenotropus schizodon Scharcansky & de Lucena, 2007